# زينب غازي
زينب غازي (21 نوفمبر 1992 -)، ممثلة بحرينية بدأت مشوارها عام 2013.

## حياتها
ولدت في البحرين حاولت إقناع مخرجي البحرين بموهبتها ولكن لم تلقى منهم أي ترحيب؛ ونظرا لقلة الأعمال البحرينية قررت حجز موعد مع المخرج محمد دحام الشمري والذهاب إليه للكويت مع والدتها وأختها والحديث معه برغبتها في التمثيل، ليسند إليها دورا في مسلسل سر الهوى عام 2013

## أعمالها

### المسلسلات
| سنة الإنتاج | اسم المسلسل                       | الشخصية    |
| ----------- | --------------------------------- | ---------- |
| 2013        | سر الهوى                          | روان       |
| 2014        | ثريا                              | سينا       |
| 2015        | حال مناير                         | مشاعر      |
| 2015        | في أمل                            | شيخة       |
| 2016        | باب الريح                         | خديجة      |
| 2017        | حياة ثانية                        | سحر        |
| 2017        | كان في كل زمان - الطرمة وأم السعف | نعيمة      |
| 2017        | اليوم الأسود                      | سارة       |
| 2017        | أماني العمر                       | نورة       |
| 2018        | المواجهة                          | نورة       |
| 2019        | إفراج مشروط                       | ميساء      |
| 2019        | حالتنا حالة 2                     | تهاني      |
| 2020        | مانيكان                           | كفاح       |
| 2021        | مارغريت                           | سمية       |
| 2021        | كف ودفوف                          | سميرة      |
| 2022        | الزقوم                            | الهنوف     |
| 2022        | عند شارع 9                        | جوان       |
| 2023        | نت فلوركس                         | عدة شخصيات |

 مسلسل بطن وظهر (2023)

### الأفلام
| سنة الإنتاج | الفيلم | الشخصية |
| ----------- | ------ | ------- |
| 2017        | هامة   | صبا     |

## وصلات خارجية
- زينب غازي على موقع IMDb (الإنجليزية)
- زينب غازي على موقع قاعدة بيانات الأفلام العربية
- زينب غازي على موقع قاعدة بيانات الفيلم (الإنجليزية)